# 폴란드의 경제
폴란드의 경제는 유럽 연합(EU)에서 6번째로 큰 선진 시장을 가진 산업화된 혼합 경제이다. 1988년부터 폴란드는 경제 자유화 정책을 추진해 왔다. 그 나라는 공산주의 이후의 모든 국가들 중에서 가장 위대한 성공 신화를 상징한다. 그것의 경제는 2007-2008년 세계 금융 위기를 통한 경기 침체를 피한 EU의 유일한 경제였다. 2019년 기준으로, 폴란드 경제는 28년 동안 꾸준히 성장해 왔으며, 이는 EU에서 최고치이다. 이 기록은 세계 경제에서 호주에 의해서만 추월되었다. 구매력 평가에서의 1인당 GDP는 지난 20년 동안 평균 6% 증가했는데, 이는 중앙유럽에서 가장 인상적인 성과이다. 그 나라는 1990년 이후 국내총생산을 7배 증가시켰다.
폴란드는 세계은행에 의해 고소득 경제로 분류되며 GDP(명목) 면에서 세계 22위, 2020년 기업 용이성 지수에서 40위를 차지하고 있다. 폴란드는 2017년 경제 복잡도 지수에서 21위를 차지할 정도로 매우 다양한 경제를 가지고 있다. 폴란드 경제의 가장 큰 요소는 서비스업(62.3%)이며, 산업(34.2%)과 농업(3.5%)이 그 뒤를 이었다. 1989년 경제 개혁으로 폴란드의 대외 부채는 1989년 422억 달러에서 2014년 3652억 달러로 증가했다. 폴란드는 2017년 전 세계에 2246억 달러 어치를 수출한 반면 수출은 2214억 달러로 증가했다. 폴란드의 주요 수출품에는 기계, 전자 장비, 자동차, 가구, 플라스틱이 포함된다.
폴란드 통계청에 따르면 2010년 폴란드 경제성장률은 3.7%로 유럽에서 가장 좋은 결과 중 하나였다. 2014년에 경제는 3.3%, 2015년에는 3.8% 성장했다. 2016년에 경제 성장은 둔화되었지만, 2016년 말에 정부의 경기 부양책과 긴축 노동 시장이 결합되면서 새로운 성장이 시작되었다. 2017년 폴란드 중앙통계청은 이 성장률을 5.2%로 추정했다.
2017년 9월 29일 지수 제공업체인 FTSE 러셀은 폴란드의 시장 지위를 신흥 시장에서 선진 시장으로 변경하였다.
유럽 연합 통계국에 따르면, 2020년 폴란드는 구매력 평가로 측정했을 때 미국의 다른 지방들보다 더 높은 최저임금을 받았다.

## 역사
폴란드는 전 동구권 국가 중 1인당 GDP(100%)가 가장 많이 증가했으며 EU-15(약 45%)와 비교된다.  그것은 심지어 2007년 금융 위기 이후에도 1992년 이래로 중단 없는 경제 성장을 해왔다.

## 경제 성장
1989년부터 2018년까지 폴란드의 GDP는 826.96% 증가했으며 이는 유럽에서 가장 좋은 결과였다. 같은 기간 아일랜드의 GDP는 789.43%, 슬로바키아는 783.83%, 체코는 549.47% 성장했다. 1990년 폴란드 국민소득은 659억 7800만 달러였으며, 2017년에는 5,245억 달러로 증가하였다. 이러한 결과를 달성할 수 있었던 것은 국영기업의 민영화, 민간 기업가 정신의 발전, 업무 효율의 급속한 증가와 외국인 직접 투자에 대한 개방성 덕분이었다. 2018년 폴란드 경제는 2017년 4.8%에 비해 5.1% 성장했다. 폴란드의 2018년 4분기 경제성장률은 연평균 4.9%로 GDP가 5.1% 증가한 3분기와 비교하면 다소 낮았다. 이 기간 동안, 투자는 6.7%, 민간 소비는 4.3%, 내수는 4.8% 증가했다. 2019년 1월 PMI 지수는 48.2포인트였다. 2018년 12월의 47.6점보다 높은 수치이다.

## 노동시장 및 임금
폴란드의 실업은 사회주의가 붕괴된 후 주요 문제가 되었다. 비록 이전에는 경제가 높은 수준의 숨겨진 실업률을 가지고 있었지만 말이다. 실업률은 1990년대 후반까지 10%까지 떨어졌다가 21세기 초반 몇 년간 다시 증가해 2002년에는 20%의 최고치를 기록했다. 그 후 불균일하기는 하지만 감소하였다. 2008년 이래로 폴란드의 실업률은 꾸준히 유럽 평균에 못 미치고 있다.
이 비율은 2015년에는 8%, 2019년에는 3.2% 이하로 떨어져 노동 적자를 초래했다.
국제 통화 기금(IMF)은 폴란드의 실업률이 2020년 9.919%로 증가하고 2021년 12월에는 8.032%에 이를 것으로 전망했다.

## 부문

### 생산 산업

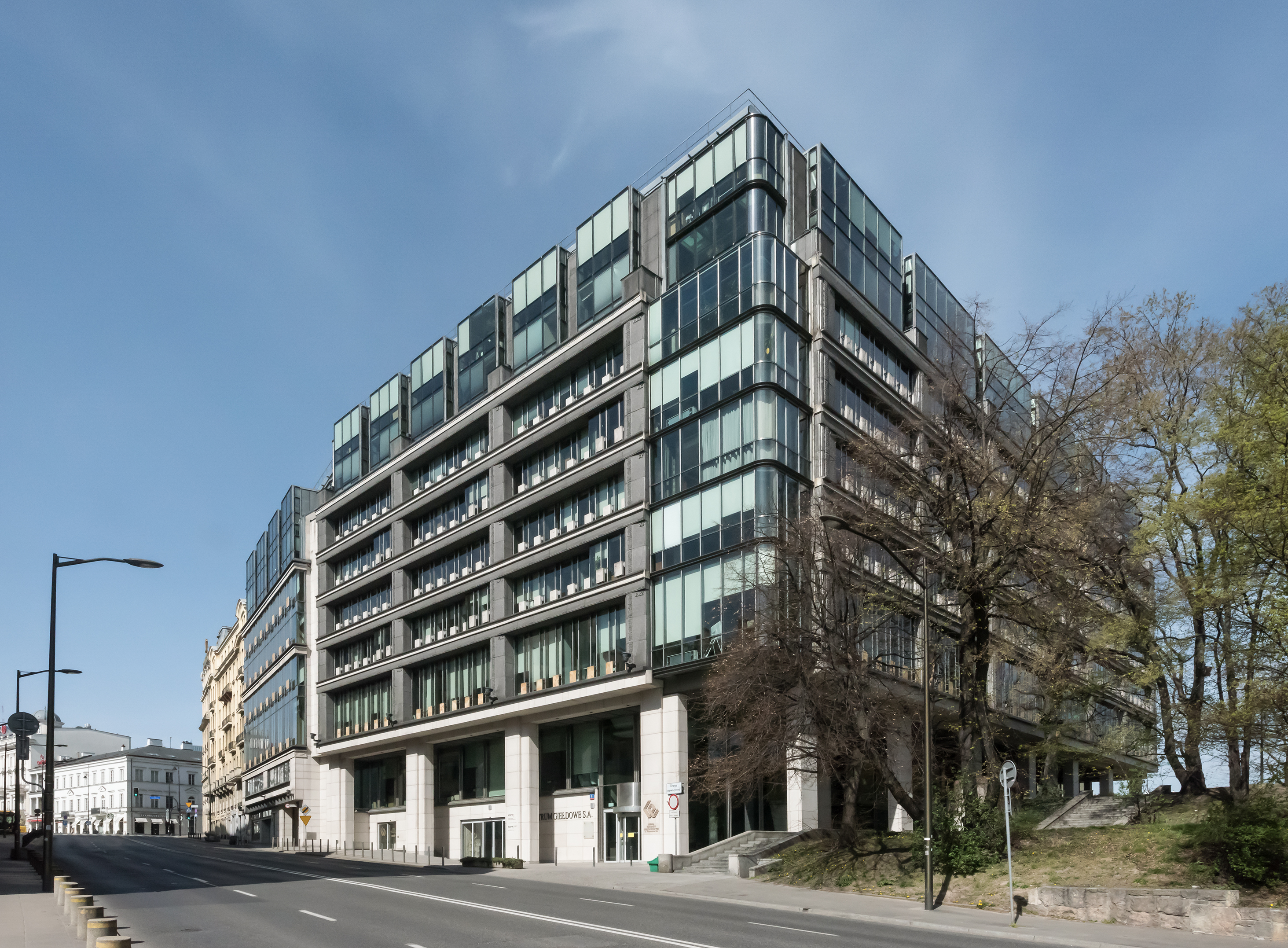
바르샤바 증권거래소는 동유럽과 중앙유럽에서 가장 큰 증권거래소이다.

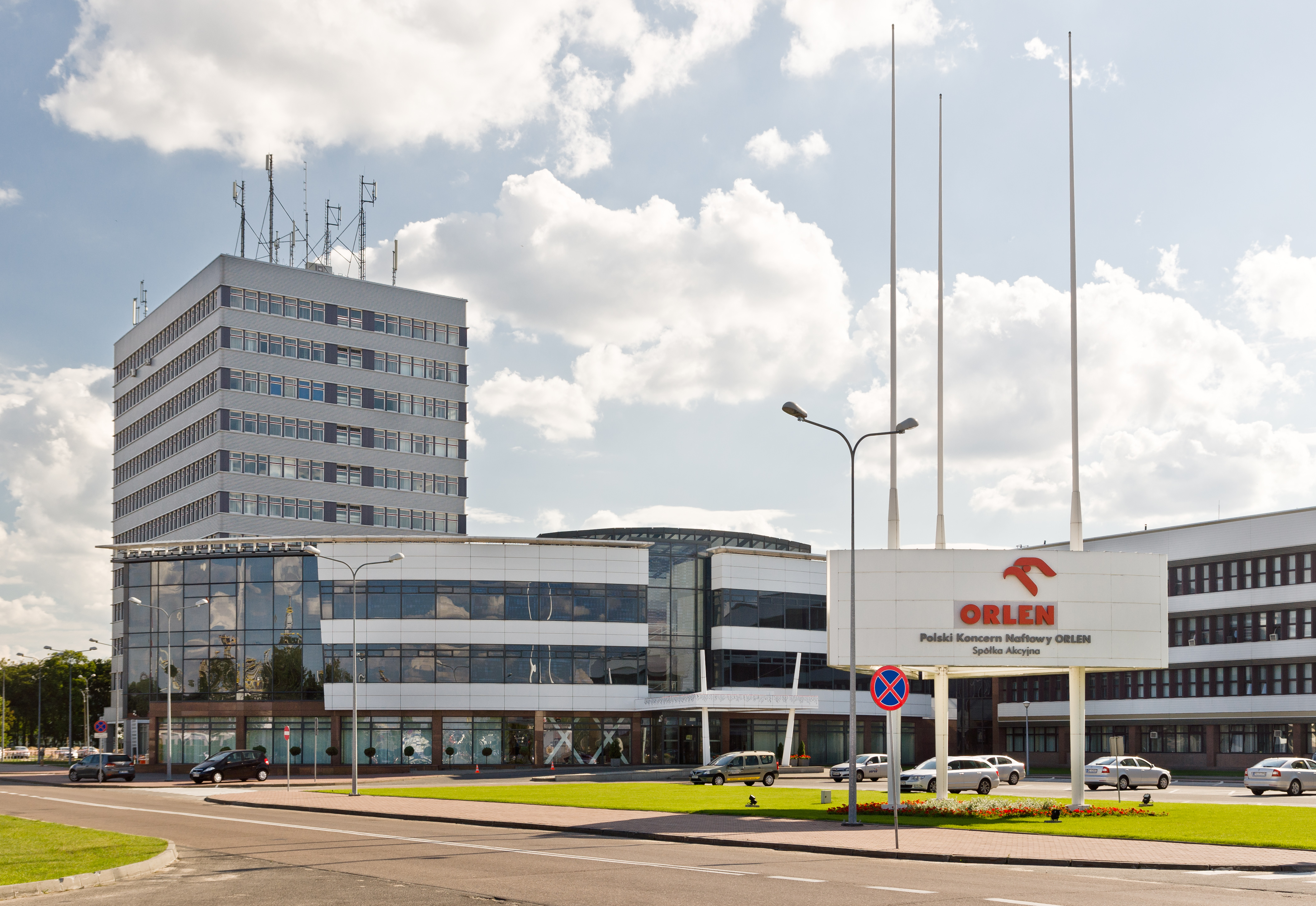
PKN 올렌은 폴란드에서 가장 큰 회사 중 하나이다.

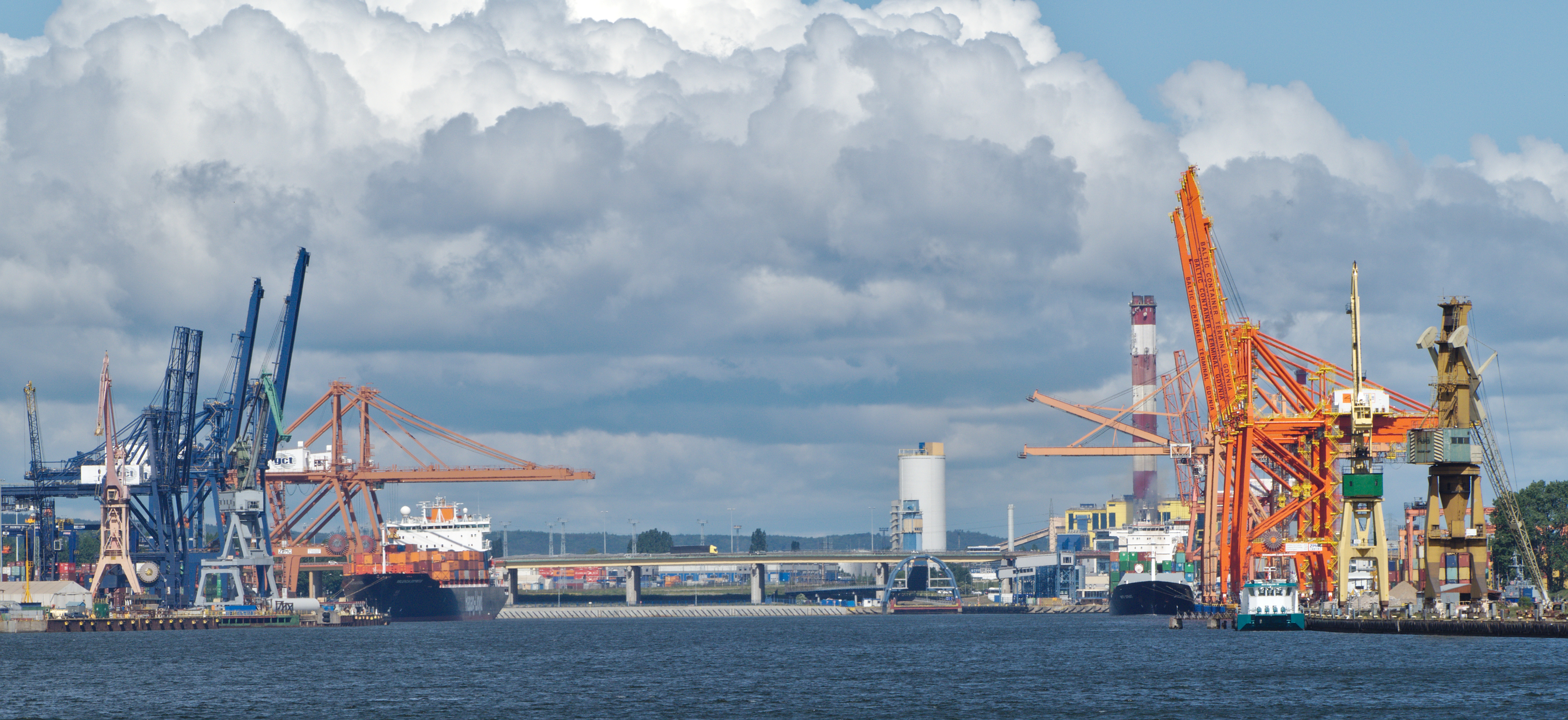
그디니아항은 폴란드의 주요 항구 중 하나이다.

제2차 세계 대전 전에 폴란드의 산업기지는 석탄, 섬유, 화학, 기계, 철, 철강 부문에 집중되어 있었다. 오늘날 그것은 비료, 석유화학, 기계, 전기 기계, 전자제품, 자동차 제조, 조선업까지 확장된다.
폴란드의 산업기지는 제2차 세계대전 동안 크게 어려움을 겪었고, 많은 자원들이 재건 쪽으로 보내졌다. 1940년대 후반에 시행된 사회주의 경제 체제는 엄격한 중앙 지휘 아래 운영되는 거대하고 다루기 힘든 경제 구조를 만들었다. 부분적으로 이러한 체계적 경직성 때문에, 경제는 중앙유럽의 다른 경제들과 비교해서도 저조한 성과를 거두었다.
1990년, 타데우시 마조비에츠키 정부는 중앙집권화된 명령 경제를 시장지향적인 시스템으로 대체하기 위한 포괄적인 개혁 프로그램을 시작했다. 전반적으로 그 결과는 인상적이었지만, 특히 철도, 광업, 철강 및 방위 부문과 같은 많은 국영 기업들은 시장 기반 경제에서 살아남기 위해 필요한 변화와 규모 축소에 계속 저항해 왔다.

#### 약학
2008년 폴란드 약국 시장의 총 가치는 PLN 241억 달러로 2007년보다 11.5% 증가했다.
전체 시장가치의 약 3분의 1을 차지하는 비처방 의약품 시장은 2008년 75억 PLN 규모였다. 이 값에는 식이 보조제, 화장품, 드레싱, 치과 재료, 진단 검사 및 의료기기와 같은 약물 및 비약물이 포함된다. 처방약 시장은 158억 PLN의 가치가 있다.

### 광업
2019년에는 세계에서 3번째로 큰 레늄 생산국 세계에서 5번째로 큰 은 생산국, 12번째로 큰 구리 생산국, 14번째로 큰 황 생산국, 그리고 세계에서 14번째로 큰 소금 생산국이었다.

### 농업
농업은 노동력의 12.7%를 고용하지만 국내총생산(GDP)에 3.8%를 기여해 상대적으로 낮은 생산성을 반영한다. 산업 부문과 달리 폴란드의 농업 부문은 수십 년의 진정한 사회주의 통치 기간 동안 대부분 민간 소유로 남아 있었다. 이전의 주립 농장의 대부분은 현재 농부 세입자들에게 임대되었다. 신용 부족이 이전의 국가 농지를 매각하려는 노력에 걸림돌이 되고 있다. 현재 폴란드의 200만 개인 농장은 전체 농지의 90%를 차지하고 있으며 전체 농업 생산의 거의 같은 비율을 차지하고 있다. 농장은 평균적으로 8헥타르로 작으며 종종 파편화되어 있다. 면적이 15ha 이상인 농가는 전체 농가의 9%를 차지하지만 전체 농지면적의 45%를 차지한다. 폴란드에 있는 모든 농가의 절반 이상이 상업적인 판매는 거의 없이 그들 자신의 필요에 의해서만 생산한다.
폴란드는 가공된 과일과 야채, 고기, 유제품의 순수 수출국이다. 가공업자들은 일반적으로 국내 수요를 충족시키기에 불충분한 밀, 사료 곡물, 식물성 기름, 단백질 식사의 국내 공급을 보충하기 위해 수입에 의존하는 경우가 많다. 그러나 폴란드는 감자와 호밀의 주요 생산국이며 사탕무와 라이밀의 세계 최대 생산국 중 하나이다. 폴란드는 또한 유채씨, 곡물, 돼지, 소의 주요 생산국이다. 폴란드는 전 세계에서 6번째로 큰 사과 생산국이자 수출국이다.

## 위치
폴란드는 지역적으로 만들어진 부품이나 제품을 유럽의 다른 지역으로 운송하기에 매우 좋은 위치를 가지고 있다. 예를 들어, 중국에서 생산을 이동할 때, 폴란드의 새로운 공장은 24시간 안에 그들의 상품을 유럽의 가장 인구가 많은 지역으로, 그리고 48시간 안에 모든 유럽으로 옮길 수 있다.

## EU에서 폴란드 경제의 잠재력
구매력 평가 지수로 측정되는 폴란드는 유럽 연합에서 6번째, 유럽에서 8번째로 네덜란드를 약간 앞서는 경제국이다.
폴란드는 또한 2008-09년 금융 위기 동안 GDP 성장률을 기록했다. 경제 활동을 하는 폴란드인의 절반 이상이 직업을 가지고 있다(56%).
폴란드 경제가 서유럽 국가들을 따라잡고 있지만, 이 과정은 천천히 진행되고 있다. 지금까지 사회 발전 수준을 고려해 볼 때 폴란드는 포르투갈을 가까스로 앞지르고 있다. 지역마다 많은 차이가 있다. 마조프셰주는 스페인의 가장 부유한 지역 및 프랑스의 대부분의 지역과 비슷한 수준이다(EU 평균의 82%). 그러나, 이 지역의 GDP는 주로 바르샤바에 의해 발생한다는 것을 기억해야 한다. 국내총생산 16,000달러의 돌니실롱스크주는 포르투갈, 스페인, 그리스 지역과 대등하다. 그 후 취주율은 EU 평균의 약 50%에 달했고 동부 장벽의 가장 가난한 취주선은 루마니아와 불가리아에 필적하는 1인당 GDP를 가지고 있다.
폴란드 자본은 독일과 리투아니아에 본사를 두고 있는 PKN 올렌, ITI 그룹인 리투아니아에 투자하는 폴자츠 등 유럽의 이 지역에 몇 가지 큰 관심을 가지고 있다. 폴란드는 고도로 발달된 도로망을 가지고 있으며, S6와 S7을 포함한 대부분의 A1, A2, A4 고속도로와 고속도로가 완전히 완성되었다. 다음 것은 2023년까지 준비될 것이다. 민간 기업에 의한 건설은 부분적으로 유럽 연합에 의해 자금이 조달된다. 앞으로 폴란드는 철도 현대화를 위해 약 45억 유로를 받게 될 것이다.
EU 가입은 주로 영국, 독일, 네덜란드, 아일랜드로 가는 경제적 이민의 급격한 증가를 초래했다. 2016년, EU 회원국에 일시적으로 체류하는 폴란드인의 수는 약 210만 명이었다.

## 같이 보기
- 유럽 연합의 경제
- 폴란드의 교육문화
- 바르샤바 증권거래소